# Hamit Kaplan
Hamit Kaplan (Čiča) (20. září 1934 – 5. ledna 1976) byl turecký zápasník, olympijský vítěz z roku 1956.

## Sportovní kariéra
Narodil se a vyrostl v obci Hamamözü v provincii Amasya. Jeho rodina pocházela ze severokavkazského Čerkeska a hlásila se k adygejskému kmeni Abadzachů. Do Osmanské říše přišli během zabírání severozápadního Kavkazu Ruskou říší v druhé polovině 19. století. Od mala se věnoval tradičnímu tureckému zápasu karakucak po vzoru svého příbuzného, olympijského vítěze Adila Candemira. V 16 letech odešel do Ankary, kde si našel práci ošetřovatele v zoo. S olympijským zápasem se seznámil během povinné vojenské služby v Istanbulu. V turecké reprezentaci se poprvé objevil v roce 1954 v těžké váze nad 87 kg a ve věku 22 let reprezentoval Turecko na mistrovství světa v Karlsruhe 1955, kde skončil na 3. místě v řecko-římském stylu.
V roce 1956 startoval na olympijských hrách v Melbourne v obou zápasnických stylech. Ve volném stylu mu nepřijel největší soupeř, moskevský obhájce zlaté olympijské medaile Arsen Mekokišvili ze Sovětského svazu. Bez většího zaváhání tak potvrdil roli favorita a získal zlatou olympijskou medaili. Po dvou dnech nastoupil v klasickém stylu. Od úvodního kola ztrácel negativní klasifikační body a ve čtvrtém kole ho před branami finále vyřadil západní Němec Wilfried Dietrich. Obsadil konečné 4. místo.
V roce 1960 startoval na olympijských hrách v Římě pouze ve volném stylu. Ve druhém kole remizoval zápas s Bulharem Ljutvi Achmedovem. V pátém kole po remíze s Osetem Saukuydzem Dzarasovem ze Sovětského svazu postoupil do tříčlenného finále s Dzarasovem a Němcem Wilfriedem Dietrichem. Němec na rozdíl od něho Sověta Dzarasova porazil a stačila mu ke zlaté olympijské medaili s Kaplanem remíza. Poslední zápas těžké váhy nad 87 kg i remízou skončil a Kaplan získal stříbrnou olympijskou medaili.
V roce 1962 se měnily váhové limity a dlouho se rozhodoval, zdali startovat ve váze nad 97 kg nebo do 97 kg. V roce 1964 nakonec startoval na svých třetích letních olympijských hrách v Tokiu ve váze nad 97 kg v obou zápasnických stylech. Do Tokia však nepřijel v optimální formě a jak se později ukázalo příčinou byly vážné problémy s kolenem. Ve volném stylu prakticky odkulhal své souboje v předklonu v klinči. Svá střetnutí se spolufavority remizoval a dostal se do souboje o třetí místo s Čechoslovákem Bohumilem Kubátem a Angličanem Denisem McNamarou ze Spojeného království. S Kubátem dříve v turnaji remizoval. V rozhodujícím zápase porazil zraněného Brita McNamaru na lopatky a s Kubátem měl stejný počet negativních klasifikačních bodů. O jeho bronzové olympijské medaili tak rozhodla nižší tělesná hmotnost při před turnajovém vážení. Po dvou dnech nastoupil v klasickém stylu a hned v úvodním kole prohrál na technické body s Čechoslovákem Petrem Kmentem. Ve druhém kole za nepříznivého bodového stavu s Maďarem Istvánem Kozmou souboj vzdal a byl z turnaje vyřazen dosažením 7 negativních klasifikačních bodů.
V roce 1966 podstoupil na klinice v rakouské Vídni komplikovanou operaci kolene, kvůli které se dostal do finanční tísně. Musel prodat dům v Istanbulu a usadil se Düzce na půli cesty mezi Istanbulem a Ankarou. V Düzce provozoval motorest s benzínovou pumpou "Olimpiyat". Ve sportovní kariéře dále nepokračoval. Zemřel v lednu 1976 při dopravní nehodě u města Çorum. Bylo mu 41 let. Jsou po něm pojmenovány sportovní haly ve městě Amasya a další v jeho rodném Hamamözü.

## Výsledky

### Volný styl
| Turnaj            | 1955 | 1956 | 1957 | 1958 | 1959 | 1960 | 1961 | 1962 | 1963 | 1964 |
| Turnaj            | 21   | 22   | 23   | 24   | 25   | 26   | 27   | 28   | 29   | 30   |
| Turnaj            | +87  | +87  | +87  | +87  | +87  | +87  | +87  | +97  | –97  | +97  |
| ----------------- | ---- | ---- | ---- | ---- | ---- | ---- | ---- | ---- | ---- | ---- |
| Olympijské hry    |      | 1.   |      |      |      | 2.   |      |      |      | 3.   |
| Mistrovství světa |      |      | 1.   |      | 2.   |      | 2.   | 4.   | 3.   |      |

### Řecko-římský styl
| Turnaj            | 1955 | 1956 | 1957 | 1958 | 1959 | 1960 | 1961 | 1962 | 1963 | 1964 |
| Turnaj            | 21   | 22   | 23   | 24   | 25   | 26   | 27   | 28   | 29   | 30   |
| Turnaj            | +87  | +87  | +87  | +87  | +87  | +87  | +87  | +97  | –97  | +97  |
| ----------------- | ---- | ---- | ---- | ---- | ---- | ---- | ---- | ---- | ---- | ---- |
| Olympijské hry    |      | 4.   |      |      |      | —    |      |      |      | úč.  |
| Mistrovství světa | 3.   |      |      | 3.   |      |      | 2.   | 4.   | 3.   |      |

### Olympijské hry a mistrovství světa
| Olympijské hry a mistrovství světa                 | Olympijské hry a mistrovství světa              | Olympijské hry a mistrovství světa              | Olympijské hry a mistrovství světa              | Olympijské hry a mistrovství světa              | Olympijské hry a mistrovství světa              | Olympijské hry a mistrovství světa              | Olympijské hry a mistrovství světa              | Olympijské hry a mistrovství světa              | Olympijské hry a mistrovství světa              | Olympijské hry a mistrovství světa              |
| Kolo                                               | Výsledek                                        | Bilance                                         | Soupeř                                          | Výsledek                                        | NKB                                             | ∑NKB                                            | Styl                                            | Datum                                           | Turnaj                                          | Místo                                           |
| 1964 Olympijské hry nad 97 kg v klasickém stylu    | 1964 Olympijské hry nad 97 kg v klasickém stylu | 1964 Olympijské hry nad 97 kg v klasickém stylu | 1964 Olympijské hry nad 97 kg v klasickém stylu | 1964 Olympijské hry nad 97 kg v klasickém stylu | 1964 Olympijské hry nad 97 kg v klasickém stylu | 1964 Olympijské hry nad 97 kg v klasickém stylu | 1964 Olympijské hry nad 97 kg v klasickém stylu | 1964 Olympijské hry nad 97 kg v klasickém stylu | 1964 Olympijské hry nad 97 kg v klasickém stylu | 1964 Olympijské hry nad 97 kg v klasickém stylu |
| -------------------------------------------------- | ----------------------------------------------- | ----------------------------------------------- | ----------------------------------------------- | ----------------------------------------------- | ----------------------------------------------- | ----------------------------------------------- | ----------------------------------------------- | ----------------------------------------------- | ----------------------------------------------- | ----------------------------------------------- |
| 2. kolo                                            | prohra                                          |                                                 | István Kozma (HUN)                              | vzdal                                           | 4                                               | 7                                               | Zápas řecko-římský                              | 16.-19. října 1964                              | Olympijské hry                                  | Tokio, Japonsko                                 |
| 1. kolo                                            | prohra                                          |                                                 | Petr Kment (TCH)                                | tech. body                                      | 3                                               | 3                                               | Zápas řecko-římský                              | 16.-19. října 1964                              | Olympijské hry                                  | Tokio, Japonsko                                 |
| 1964 Olympijské hry nad 97 kg ve volném stylu      |                                                 |                                                 |                                                 |                                                 |                                                 |                                                 |                                                 |                                                 |                                                 |                                                 |
| 5. kolo (Fb)                                       | vítězství                                       |                                                 | Denis McNamara (GBR)                            | loaptky (4:18)                                  | 0                                               | 2 (Fb)                                          | Zápas ve volném stylu                           | 11.-14. října 1964                              | Olympijské hry                                  | Tokio, Japonsko                                 |
| 4. kolo (Fb*)                                      | remíza                                          |                                                 | Bohumil Kubát (TCH)                             | tech. body                                      | 2                                               | 7                                               | Zápas ve volném stylu                           | 11.-14. října 1964                              | Olympijské hry                                  | Tokio, Japonsko                                 |
| 3. kolo                                            | remíza                                          |                                                 | Larry Kristoff (USA)                            | tech. body                                      | 2                                               | 5                                               | Zápas ve volném stylu                           | 11.-14. října 1964                              | Olympijské hry                                  | Tokio, Japonsko                                 |
| 2. kolo                                            | remíza                                          |                                                 | Wilfried Dietrich (FRG)                         | tech. body                                      | 2                                               | 3                                               | Zápas ve volném stylu                           | 11.-14. října 1964                              | Olympijské hry                                  | Tokio, Japonsko                                 |
| 1. kolo                                            | vítězství                                       |                                                 | Arne Robertsson (SWE)                           | tech. body (10:00)                              | 1                                               | 1                                               | Zápas ve volném stylu                           | 11.-14. října 1964                              | Olympijské hry                                  | Tokio, Japonsko                                 |
| 1963 Mistrovství světa do 97 kg v klasickém stylu  |                                                 |                                                 |                                                 |                                                 |                                                 |                                                 |                                                 |                                                 |                                                 |                                                 |
| 1963 Mistrovství světa do 97 kg ve volném stylu    |                                                 |                                                 |                                                 |                                                 |                                                 |                                                 |                                                 |                                                 |                                                 |                                                 |
| 1962 Mistrovství světa nad 97 kg v klasickém stylu |                                                 |                                                 |                                                 |                                                 |                                                 |                                                 |                                                 |                                                 |                                                 |                                                 |
| 1962 Mistrovství světa nad 97 kg ve volném stylu   |                                                 |                                                 |                                                 |                                                 |                                                 |                                                 |                                                 |                                                 |                                                 |                                                 |
| 1961 Mistrovství světa nad 87 kg v klasickém stylu |                                                 |                                                 |                                                 |                                                 |                                                 |                                                 |                                                 |                                                 |                                                 |                                                 |
| 1961 Mistrovství světa nad 87 kg ve volném stylu   |                                                 |                                                 |                                                 |                                                 |                                                 |                                                 |                                                 |                                                 |                                                 |                                                 |
| 1960 Olympijské hry nad 87 kg ve volném stylu      |                                                 |                                                 |                                                 |                                                 |                                                 |                                                 |                                                 |                                                 |                                                 |                                                 |
| 6. kolo (F)                                        | remíza                                          |                                                 | Wilfried Dietrich (FRG)                         | tech. body                                      | 2                                               | 4 (F)                                           | Zápas ve volném stylu                           | 1.-6. září 1960                                 | Olympijské hry                                  | Řím, Itálie                                     |
| 5. kolo (F*)                                       | remíza                                          |                                                 | Saukuydz Dzarasov (URS)                         | tech. body                                      | 2                                               | 5                                               | Zápas ve volném stylu                           | 1.-6. září 1960                                 | Olympijské hry                                  | Řím, Itálie                                     |
| 4. kolo                                            | vítězství                                       |                                                 | William Kerslake (USA)                          | tech. body (12:00)                              | 1                                               | 3                                               | Zápas ve volném stylu                           | 1.-6. září 1960                                 | Olympijské hry                                  | Řím, Itálie                                     |
| 3. kolo                                            | vítězství                                       |                                                 | Muhammad Názir (PAK)                            | lopatky (2:12)                                  | 0                                               | 2                                               | Zápas ve volném stylu                           | 1.-6. září 1960                                 | Olympijské hry                                  | Řím, Itálie                                     |
| 2. kolo                                            | remíza                                          |                                                 | Ljutvi Achmedov (BUL)                           | tech. body                                      | 2                                               | 2                                               | Zápas ve volném stylu                           | 1.-6. září 1960                                 | Olympijské hry                                  | Řím, Itálie                                     |
| 1. kolo                                            | vítězství                                       |                                                 | Lucjan Sosnowski (POL)                          | lopatky (6:49)                                  | 0                                               | 0                                               | Zápas ve volném stylu                           | 1.-6. září 1960                                 | Olympijské hry                                  | Řím, Itálie                                     |
| 1959 Mistrovství světa nad 87 kg ve volném stylu   |                                                 |                                                 |                                                 |                                                 |                                                 |                                                 |                                                 |                                                 |                                                 |                                                 |
| 1958 Mistrovství světa nad 87 kg v klasickém stylu |                                                 |                                                 |                                                 |                                                 |                                                 |                                                 |                                                 |                                                 |                                                 |                                                 |
| 1957 Mistrovství světa nad 87 kg ve volném stylu   |                                                 |                                                 |                                                 |                                                 |                                                 |                                                 |                                                 |                                                 |                                                 |                                                 |
| 1956 Olympijské hry nad 87 kg v klasickém stylu    |                                                 |                                                 |                                                 |                                                 |                                                 |                                                 |                                                 |                                                 |                                                 |                                                 |
| 4. kolo                                            | prohra                                          |                                                 | Wilfried Dietrich (FRG)                         | verdikt 0-3                                     | 3                                               | 6                                               | Zápas řecko-římský                              | 3.-6. prosince 1956                             | Olympijské hry                                  | Melbourne, Austrálie                            |
| 3. kolo                                            | vítězství                                       |                                                 | Taisto Kangasniemi (FIN)                        | verdikt 2-1                                     | 1                                               | 3                                               | Zápas řecko-římský                              | 3.-6. prosince 1956                             | Olympijské hry                                  | Melbourne, Austrálie                            |
| 2. kolo                                            | vítězství                                       |                                                 | Antonios Jorgulis (GRE)                         | verdikt 3-0                                     | 1                                               | 2                                               | Zápas řecko-římský                              | 3.-6. prosince 1956                             | Olympijské hry                                  | Melbourne, Austrálie                            |
| 1. kolo                                            | vítězství                                       |                                                 | Adelmo Bulgarelli (ITA)                         | verdikt 3-0                                     | 1                                               | 1                                               | Zápas řecko-římský                              | 3.-6. prosince 1956                             | Olympijské hry                                  | Melbourne, Austrálie                            |
| 1956 Olympijské hry nad 87 kg ve volném stylu      |                                                 |                                                 |                                                 |                                                 |                                                 |                                                 |                                                 |                                                 |                                                 |                                                 |
| 6. kolo (F)                                        | vítězství                                       |                                                 | Taisto Kangasniemi (FIN)                        | verdikt 3-0                                     | 1                                               | 2 (F)                                           | Zápas ve volném stylu                           | 28. listopadu- -1. prosince 1956                | Olympijské hry                                  | Melbourne, Austrálie                            |
| 5. kolo (F)                                        | vítězství                                       |                                                 | Jusein Mechmedov (BUL)                          | verdikt 3-0                                     | 1                                               | 1 (F)                                           | Zápas ve volném stylu                           | 28. listopadu- -1. prosince 1956                | Olympijské hry                                  | Melbourne, Austrálie                            |
| 4. kolo                                            | volný los                                       |                                                 | —                                               | —                                               | 0                                               | 1                                               | Zápas ve volném stylu                           | 28. listopadu- -1. prosince 1956                | Olympijské hry                                  | Melbourne, Austrálie                            |
| 3. kolo                                            | vítězství                                       |                                                 | Hosejn Núrí (IRI)                               | lopatky (11:30)                                 | 0                                               | 1                                               | Zápas ve volném stylu                           | 28. listopadu- -1. prosince 1956                | Olympijské hry                                  | Melbourne, Austrálie                            |
| 2. kolo                                            | vítězství                                       |                                                 | Lila Ram (IND)                                  | lopatky (14:45)                                 | 0                                               | 1                                               | Zápas ve volném stylu                           | 28. listopadu- -1. prosince 1956                | Olympijské hry                                  | Melbourne, Austrálie                            |
| 1. kolo                                            | vítězství                                       |                                                 | William Kerslake (USA)                          | verdikt 2-1                                     | 1                                               | 1                                               | Zápas ve volném stylu                           | 28. listopadu- -1. prosince 1956                | Olympijské hry                                  | Melbourne, Austrálie                            |
| 1955 Mistrovství světa nad 87 kg v klasickém stylu |                                                 |                                                 |                                                 |                                                 |                                                 |                                                 |                                                 |                                                 |                                                 |                                                 |